# チェリーウォッカ
チェリーウォッカ(ヴィシニュフカ)（Wiśniówka）とは、ポーランドを原産地とするウォッカ。ポーランドの酒造業者「ポルモス」が製造している。
熟したチェリーから抽出したエキスをライ麦を蒸留したスピリッツに加え熟成させたウォッカ。アルコール度数は40度ほどだが、チェリーを原料としているため甘い口当たりであり、なじみやすい味である。冷凍庫で冷やしてそのまま飲むのが一般的。